# (37766) 1997 GM11
1997 GM11 (asteroide 37766) é um asteroide da cintura principal. Possui uma excentricidade de 0.05788240 e uma inclinação de 9.01857º.
Este asteroide foi descoberto no dia 3 de abril de 1997 por LINEAR em Socorro.